# كريستيان فلوري
كريستيان فلوري (بالفرنسية: Christian de Vaufleury)‏ (18 يناير 1929 لافال فرنسا - 7 يناير 2011 بيزنسون فرنسا) هو لاعب كرة قدم فرنسي سابق كان يلعب كلاعب وسط.

## روابط خارجية
- كريستيان فلوري على موقع قاعدة بيانات كرة القدم.إي يو (الإنجليزية)